# Blue Lives Matter
Blue Lives Matter (en español, 'Las vidas azules importan', donde 'azules' hace referencia al color del uniforme de la policía) es un contramovimiento de Estados Unidos que aboga por que aquellos que sean procesados y condenados por matar a agentes de las fuerzas de seguridad deben ser condenados en virtud de las leyes sobre delitos de odio. Se inició en respuesta al movimiento Black Lives Matter después de los homicidios de los agentes del Departamento de Policía de Nueva York (NYPD, por sus siglas en inglés) Rafael Ramos y Wenjian Liu en Brooklyn, Nueva York, el 20 de diciembre de 2014.
Criticado por la Unión Estadounidense por las Libertades Civiles (ACLU) y otros organismos, el movimiento inspiró una ley estatal en Luisiana que convirtió en un crimen de odio atacar a oficiales de policía, bomberos y personal de servicios médicos de emergencia. Esta ley ha sido fuertemente criticada por incluir la elección de profesión entre las causas reconocidas de delitos de odio junto a categorías como la raza, la orientación sexual o la identidad de género. Además, la evidencia de que la violencia contra los agentes de policía está disminuyendo se ha utilizado para cuestionar las motivaciones de esta ley.

## Historia
El 20 de diciembre de 2014, a raíz de los asesinatos de los oficiales Rafael Ramos y Wenjian Liu, tres de sus colegas del NYPD formaron Blue Lives Matter para contrarrestar los informes de los medios de comunicación que percibían como antipoliciales. Estos tres policías son Joseph Imperatrice, Chris Brinkley y Carlos Delgado. Blue Lives Matter está formado por agentes de las fuerzas de seguridad activos y retirados. El actual portavoz nacional de Blue Lives Matter es el teniente retirado del Departamento de Policía Metropolitana de Las Vegas, Randy Sutton.
En septiembre de 2015, más de 100 agentes de policía de Los Ángeles participaron en una manifestación de Blue Lives Matter en Hollywood para «mostrar su apoyo al departamento en un momento en el que [...] los asesinatos en emboscada de agentes de policía en otras ciudades han dejado a las autoridades de todo el país sintiéndose sitiadas».

## Legislación
En mayo de 2016, Luisiana aprobó una ley que tipificó los delitos contra la policía, los bomberos o el personal médico como delitos de odio. La legislación, redactada por el representante estatal Lance Harris, fue promulgada por el gobernador John Bel Edwards. La ley permite que los delitos de odio graves conlleven una multa adicional de USD 5000 o cinco años de prisión, mientras que los delitos de odio menores conlleven una multa adicional de USD 500 o seis meses de prisión.

## Críticas
Algunos críticos de Blue Lives Matter afirman que el oficio de uno nunca puede alcanzar un significado de identidad profundo y una fuente de solidaridad que la identidad racial sí puede. Otros afirman que la identidad y la historia negras están constantemente bajo amenaza de ser borradas, mientras que los agentes de policía no enfrentan esta amenaza. Otra fuente de críticas es que los agentes de policía son generalmente respetados y honrados en las comunidades, mientras que se sospecha que los afroamericanos de las zonas urbanas son ladrones y gorrones. Por último, algunos afirman que los partidarios de Blue Lives Matter apoyan intencional o involuntariamente un sistema de vigilancia policial discriminatoria y discriminación por perfil racial.
Algunos críticos de Blue Lives Matter afirman que las leyes son redundantes, ya que atacar o matar a un oficial de policía ya resultaría en un castigo más severo que atacar a una persona no policía. Otros, como el jefe de policía de St. Martinville, Calder Hebert, dicen que estas leyes convertirán la resistencia al arresto en un delito de odio que ha generado críticas ya que los delitos de odio son delitos en los que las víctimas son atacadas debido a características basadas en la identidad como la raza, la orientación sexual, o género. Finalmente, según datos del FBI, la violencia contra los agentes de policía, así como la delincuencia en general, ha disminuido sin estas leyes, lo que pone en duda su necesidad.